# Dato de Rávena
Dato, o Datus, fue obispo de Rávena, mártir y santo cristiano. Fue elegido obispo de Rávena cuando milagrosamente una paloma se posó encima de su cabeza. Estuvo nueve años en el cargo.
Fue probablemente sucesor del obispo Probo.